# 穆甘平原
穆甘平原（阿塞拜疆语: Muğan düzü）是位在伊朗西北部伊朗阿塞拜疆和阿塞拜疆南部之間的平原，阿拉斯河流經該地區，當地的土壤非常肥沃並蓋有大量的灌溉渠道。